# Happier Than Ever
Happier Than Ever (с англ. — «Счастливее, чем когда-либо») — второй студийный альбом американской певицы Билли Айлиш, вышедший 30 июля 2021 года на лейблах Darkroom и Interscope. Его продюсировал её брат Финнеас О’Коннелл, и он служит продолжением дебютного диска When We All Fall Asleep, Where Do We Go? (2019). Релизу предшествовали синглы «My Future», «Therefore I Am», «Your Power», «Lost Cause» и «NDA», все вошедшие в топ-40 в американском хит-параде США Billboard Hot 100. В целях продвижения альбома 3 сентября 2021 года вышел  документальный концертный фильм Disney+ «Happier Than Ever: A Love Letter to Los Angeles». Айлиш также отправится с концертами в мировое турне Happier Than Ever, The World Tour в 2022 году. Перед его выпуском Happier Than Ever поставил рекорд по предзаказам в истории Apple Music.
В музыкальном плане альбом погружён в электропоп, характеризуется приглушенной текстурой и редким инструментарием. Его основная тема вращается вокруг недостатков славы, особенно молодых женщин. После выпуска альбом получил широкое признание музыкальных критиков, которые подчеркнули его сдержанный стилистический характер и проницательные тексты.

## Предыстория
Билли Айлиш выпустила свой дебютный студийный альбом When We All Fall Asleep, Where Do We Go?, имевший коммерческий успех в 2019 году. Он дебютировал на первом месте в американском хит-параде Billboard 200 и был сертифицирован 3× Платиновом статусе Ассоциацией звукозаписывающей индустрии Америки Recording Industry Association of America (RIAA). Он получил премию Грэмми в категории Альбом года, а вместе с его синглом «Bad Guy» (2019), Айлиш получила пять премий Grammy Award. После его выпуска Айлиш продолжила выпуск отдельных синглов, в том числе «Everything I Wanted» (2019) и «My Future» (2020), которые дебютировали в топ-10 чарта Billboard Hot 100.
В интервью в январе 2020 года Айлиш заявила, что в течение года начнёт работу над своим грядущим вторым студийным альбомом. В марте брат Айлиш, Финнеас О’Коннелл, ещё раз подтвердил это, заявив, что он будет «достаточно ясным по своему замыслу», как и дебют Айлиш, и эти двое продолжат создавать музыку, которую им нравится «играть вживую». 30 июля 2020 года она выпустила лид-сингл с альбома «My Future», ровно за год до запланированной даты выпуска альбома. Второй альбомный сингл «Therefore I Am» был выпущен в ноябре того же года. В январе 2021 года Айлиш заявила, что альбом «ощущается именно так, как я хочу», и она не хочет ничего менять в нем. Её документальный фильм Billie Eilish: The World's a Little Blurry был выпущен в следующем месяце. Также в феврале Айлиш объявила, что альбом, вероятно, будет содержать 16 треков. Она начала намекать о грядущем выпуске новой музыки в апреле 2021 года и раскрыла название «Happier Than Ever» в сообщении в Instagram от 26-го числа, которое включало 15-секундный фрагмент песни с таким же названием, которая ранее появлялась в виде тизера в документальном фильме.
27 апреля 2021 года Айлиш подтвердила название альбома Happier Than Ever после того, как рекламные щиты с объявлением об альбоме и дате его выпуска, как сообщается, начали появляться в разных городах. 28 апреля Айлиш анонсировала, что третий сингл «Your Power» и его видео планируется выпустить 29 апреля 2021 года, а выход альбома запланирован на 30 июля 2021 года.
1 июня Айлиш анонсировала, что песня «Lost Cause» выйдет в качестве четвёртого сингла через день, что и произошло 2 июня. Пятый сингл «NDA» вышел 9 июля 2021 года вместе с музыкальным видео.
30 июля 2021 года вместе с релизом альбома вышел музыкальный клип на песню «Happier Than Ever».

## Запись
Happier Than Ever был записан в домашней студии звукозаписи Финнеаса, расположенной в подвале его Лос-Анджелесской резиденции. Заглавный трек был первой песней, которую она написала с альбома, восходящей к европейскому этапу её концертного тура When We All Fall Asleep Tour. Запись альбома началась 3 апреля 2020 с песни «My Future» и продолжалась в течение нескольких месяцев по недельному расписанию. Айлиш сообщила, что все 16 песен в окончательном трек-листе были единственными песнями, над которыми дуэт работал во время создания альбома.
Айлиш сказала в интервью, что творческий процесс Happier Than Ever был «очень естественным», в отличие от её предыдущих проектов, где она постоянно чувствовала беспокойство и давление. В более ранних работах Айлиш также чувствовала, что она недостаточно хороша и просто не талантлива, но с тех пор она приобрела гораздо больше уверенности в своём мастерстве. По словам Айлиш, её звукозаписывающий лейбл не имел никакого отношения к новому альбому, в отличие от своего дебютного альбома, где она чувствовала давление из-за дедлайнов, постоянных встреч и «ожидания, что звезда вот-вот родится», и все это она «буквально ненавидела».
В феврале 2021 года Билли дала интервью Стивену Кольберу:
Я не думаю, что записала бы эти песни из альбома или даже альбом вообще, если бы не COVID-19.
Это вовсе не значит, что речь идет о коронавирусе, просто когда в твоей жизни все по-другому, ты становишься другой. Просто так оно и есть. Получается, я должна поблагодарить COVID-19.Билли Айлиш в интервью

## Музыка и текст
Happier Than Ever — это, прежде всего, приглушенный поп- и электропоп-альбом, включающий элементы джаза, R&B, техно, кантри, босановы, лоу-фай, трип-хопа, фолк, электро, трэп и софисти-попа. Он состоит из сентиментальных любовных песен, записанных в медленном темпе, со сдержанными аранжировками акустических гитар, утончённых синтезаторов и бурлящих ритмов. В текстах говорится о борьбе молодых женщин в индустрии развлечений, славе, эмоциональном насилии, борьбе за власть, недоверии и женоненавистничестве, пронизанных самосознанием Айлиш .

## Релиз и продвижение
Happier Than Ever был выпущен 30 июля 2021 года. 21 мая 2021 года Айлиш объявила, что отправится в свой пятый концертный тур Happier Than Ever, The World Tour в целях продвижения альбома. Тур охватывает Европу и Северную Америку и начнется в Новом Орлеане 3 февраля 2022 года. Билеты поступили в продажу 28 мая 2021 года.
В музыкальном сервисе Spotify вышел «Happier: The Destination», где Билли рассказывала о каждой песне из альбома.
22 июля Айлиш объявила о выпуске 3 сентября на платформе Disney+ концертного фильма под названием Happier Than Ever: A Love Letter To Los Angeles, режиссёров Роберта Родригеса и Патрика Осборна. В поддержку альбома в Соединенном Королевстве 31 июля на BBC One будет транслироваться телевизионная программа под названием Billie Eilish: Up Close, одновременно с дебютом Айлиш на BBC Live Lounge.

## Коммерческий успех
Получив более 1,028 млн предзаказов на Happier Than Ever, Айлиш восстановила свой рекорд Apple Music как самый предзаказанный альбом за всю историю платформы. Канадский певец The Weeknd ранее отобрал рекорд, принадлежавший её первому альбому When We All Fall Asleep, Where Do We Go? (2019) со своим альбомом After Hours (2020).
8 августа 2021 года Happier Than Ever дебютировал на первом месте в США с тиражом 238 тыс. эквивалентных единиц, включая 153 тыс. копий продаж (Top Album Sales альбом недели), 84 тыс. SEA-единиц (или 113,87 млн on-demand стрим-потоков 16 песен альбома) и менее 1000 TEA-единиц. Многочисленные физические копии (8 цветных виниловых вариантов, 10 вариантов на CD, делюксовые бок-сеты) включают 129 тыс.копий (в том числе 73000 на виниле, 46000 на CD и около 10000 на кассетах) и 24 тыс. цифровых загрузок альбома. По продажам на виниле это второй результат в истории (с 1991, MRC Data) после Evermore (2020) Тейлор Свифт.
9 песен одновременно вошли в чарт Billboard Hot 100. Также, все песни альбома попали в рок-чарт Hot Rock & Alternative Songs, а титульный трек дебютировал на первом месте в нём (2-й её чарттоппер после «My Future» в августе 2020), в Alternative Digital Song Sales (7-й раз) и в Alternative Streaming Songs (6-й раз). Айлиш стала второй женщиной с двумя чарттопперами рок-чарта за всю его историю с 2009 года, присоединившись к Тейлор Свифт, лидировавшей с песнями «Cardigan» и «Willow» в 2020 году.
В Великобритании альбом дебютировал на первом месте в UK Albums Chart с тиражом 39,000 единиц, став вторым чарттоппером Айлиш в Соединённом Королевстве. С продажами более 9500 виниловых копий, Happier Than Ever стал третьим наиболее быстро продаваемым виниловым диском тысячелетия и первым среди женщин в Великобритании. В Германии альбом дебютировал на первом месте в Offizielle Top 100, впервые в карьере певицы; её первый альбом дебютировал на третьей позиции в 2019 году.

## Отзывы
| Совокупная оценка         | Совокупная оценка |
| Источник                  | Оценка            |
| ------------------------- | ----------------- |
| Metacritic                | 86/100            |
| Оценки критиков           |                   |
| Источник                  | Оценка            |
| Clash                     | 8/10              |
| The Daily Telegraph       | [ 57 ]            |
| Evening Standard          | [ 58 ]            |
| The Guardian              | [ 31 ]            |
| The Independent           | [ 33 ]            |
| The Irish Times           | [ 34 ]            |
| The Line of Best Fit      | 6/10              |
| NME                       | [ 41 ]            |
| Pitchfork                 | 7.6/10            |
| Rolling Stone             | [ 61 ]            |
| Slant                     | [ 62 ]            |
| The Sydney Morning Herald | [ 63 ]            |

Альбом был одобрительно встречен музыкальными экспертами и обозревателями, которые восхищались его решительным изображением подростковой славы и его приглушенным звуком, контрастирующим с вызывающим сюжетом.
В агрегаторе Metacritic, устанавливающем в среднем оценку до ста, основанную на профессиональных рецензиях, альбом получил 86 баллов на основе 10 полученных рецензий, что означает «получил общее одобрение и положительные отзывы от критиков».
Критик NME Эль Хант похвалил альбом за то, что он сделал Айлиш «одним из самых значительных поп-исполнителей своего поколения». Хант написал, что музыка альбома «мягче» и «намного сдержаннее», чем When We All Fall Asleep, Where Do We Go?, в ней за основу взяты винтажные «старые классические звуки».
В своём положительном обзоре Алексис Петридис из The Guardian, отметил, что и мелодии песен на Happier Than Ever и вокал Айлиш «одинаково великолепны». Он заметил, что игривость дебютного альбома Айлиш «When We All Fall Asleep, Where Do We Go?» (2019) менее очевидна в Happier Than Ever, и отметил, что общий тон альбома следующий: «заметно мрачнее». Петридис охарактеризовал звучание альбома как «более приглушённое, менее яркое» и выделил «искусные штрихи звукозаписи». В аналогичной рецензии Сала Чинквемани в журнале Slant Magazine альбом был описан как «заметно более оживленный», чем первый альбом Айлиш, говоря о «My Future» (2020), лид-синглу Happier Than Ever. Чинквемани обратил внимание на тот факт, что альбом «более разнообразен по звучанию», чем его предшественник, заявив, что «[этот] альбом также подтолкнул Айлиш за пределы трип-хопа и трэпа, которые доминировали в её прошлых работах».
Нил МакКормик из газеты The Daily Telegraph описал звук альбома как «звук измученного подростка, одинокого в своей спальне поздно ночью». Он назвал лирику «достойной цитирования» и «содержательной» и сообщил, что вокал Айлиш был «нежным». Маккормик продолжил, сказав, что альбом «прекрасно течёт» и «увлекает слушателей в эмоциональное путешествие». Луи Брутон из The Irish Times заявил, что он «рисует удушающую картину ограничений и эксплуатации знаменитостей и подростков», с подвижной музыкальностью, состоящей из «R&B-мелодий, вызывающих ужас техно-битов и свежего джазового вокала».
Роб Шеффилд из журнала, писавший для Rolling Stone, назвал альбом «откровенно героическим», «мрачным, болезненным, исповедническим альбомом, в котором [Айлиш] решила не соглашаться на роль любимой чокнутой младшей сестры Америки».
Дэвид Смит из Evening Standard похвалил стилистические нюансы создания альбома и резюмировал, что Айлиш «по-прежнему не похожа на глянцевого наполнителя арены», что способствует тому, что она «делает всё по-другому». Робин Мюррей из журнала Clash назвал Happier Than Ever «трудом искусной эволюции» и «записью весьма сложного характера» со сродством к сентиментальной любовной песне. Он восхищался её вокалом, текстами и утончённым стилем звукозаписи, находя Айлиш «более непринужденной с собой». Крис Уиллман из журнала Variety выделил «язвительные наблюдения» и «юмор постзвёздного самосознания» этого альбома.
Сара Карсон из газеты i назвала его «великим, сдержанным, философским» альбомом, склонным к тенденции «скудных композиций и акустических расцветов» в поп-музыке. Карсон обнаружила, что Айлиш «хорошо знакома со своей истинной сущностью и не боится все это обнажить». Джесси Аткинсон из Gigwise назвал продюсирование альбома смелым и экстраординарным, восхищаясь музыкальным «симбиозом» между Айлиш и Финнеасом, их способностью «представлять жанр за жанром как свой собственный, делая интерпретацию влияния столь же простой, как сорвать цветы с луга музыкальной истории и собрать их в букет». Жизель Ау-Нхиен Нгуен из The Sydney Morning Herald посчитала альбом связующим, откровенным и вознаграждающим впечатлениями от прослушивания, усиленным сладкой, но «кислой» подачей Айлиш. Нгуен подчеркнула, что большая часть альбома посвящена «индустрии, которая эксплуатирует молодых женщин», со звуком, сочетающим в себе как прошлые, так и футуристические элементы.
Александра Поллард из The Independent отметила, что Happier Than Ever «полон вещей, с которыми большинству из нас не приходится иметь дело», например, Соглашение о неразглашении (NDA), интервью и папарацци, но Айлиш превращает их в интересные истории с помощью «проницательных» текстов. Поллард сказала, что альбом остается на территории «готического электропопа» певицы, но по-прежнему включает новые жанры, такие как кантри и босса нова, но при этом отзывается о треках «Oxytocin» и «Goldwing» как несущественных. В смешанном обзоре Мэтью Кент из The Line of Best Fit написал, что Айлиш и Финнеас «находятся на вершине своей игры», высоко оценив её тексты и его сложную постановку музыки, соответственно. Однако он посчитал альбом менее уникальным произведением, треки которого «часто сливаются друг с другом». Критик Consequence Мэри Сироки, несмотря на её общий теплый отзыв, также согласилась с тем, что в альбом есть невнятные песни. Том Брейхан из Stereogum дал отрицательную оценку, объяснив, что Happier Than Ever, помимо его реактивного характера, является скучным альбомом, и слушать его это «настоящее бремя», назвал его продуктом попыток Айлиш сделать второй альбом таким же триумфальным, как и её первый.
Екатерина Алексеева из InterMedia в своей рецензии на альбом написала про певицу, что «она выполняет в современной масс-культуре крайне важную функцию: умеет высказать словами и музыкой то, что мучает и тревожит миллионы её ровесников во всем мире. И делает это очень красиво и честно».

### Итоговые списки
| Публикация           | Список                     | Ранг | Ссылка |
| -------------------- | -------------------------- | ---- | ------ |
| Billboard            | The 50 Best Albums of 2021 | 8    | [ 68 ] |
| Consequence          | Top 50 Albums of 2021      | 26   | [ 69 ] |
| Good Morning America | 50 best albums of 2021     | 1    | [ 70 ] |
| The Guardian         | The 50 best albums of 2021 | 24   | [ 71 ] |
| NME                  | The 50 best albums of 2021 | 15   | [ 72 ] |
| PopMatters           | The 75 Best Albums of 2021 | 45   | [ 73 ] |
| Rolling Stone        | The 50 Best Albums of 2021 | 15   | [ 74 ] |
| Slant Magazine       | The 50 Best Albums of 2021 | 6    | [ 75 ] |
| Variety              | The Best Albums of 2021    | 3    | [ 76 ] |

## Награды и номинации
| Год  | Награда       | Категория            | Результат | Ссылка        |
| ---- | ------------- | -------------------- | --------- | ------------- |
| 2022 | Grammy Awards | Album of the Year    | Номинация | [ 77 ] [ 78 ] |
| 2022 | Grammy Awards | Best Pop Vocal Album | Номинация | [ 77 ] [ 78 ] |

## Список композиций
Слова и музыка всех песен — Билли Айлиш и Финнеас О’Коннелл.  Продюсер всех треков Финнеас О’Коннелл.
| №                   | Название                    | Длительность |
| ------------------- | --------------------------- | ------------ |
| 1.                  | «Getting Older»             | 4:04         |
| 2.                  | «I Didn't Change My Number» | 2:38         |
| 3.                  | «Billie Bossa Nova»         | 3:16         |
| 4.                  | «My Future»                 | 3:30         |
| 5.                  | «Oxytocin»                  | 3:30         |
| 6.                  | «Goldwing»                  | 2:31         |
| 7.                  | «Lost Cause»                | 3:32         |
| 8.                  | «Halley's Comet»            | 3:54         |
| 9.                  | «Not My Responsibility»     | 3:47         |
| 10.                 | «OverHeated»                | 3:34         |
| 11.                 | «Everybody Dies»            | 3:26         |
| 12.                 | «Your Power»                | 4:05         |
| 13.                 | «NDA»                       | 3:15         |
| 14.                 | «Therefore I Am»            | 2:53         |
| 15.                 | «Happier Than Ever»         | 4:58         |
| 16.                 | «Male Fantasy»              | 3:14         |
| Общая длительность: | Общая длительность:         | 56:07        |

### Замечания
- «My Future» написано строчными буквами как «my future»[79].
- «Goldwing» написано заглавными буквами как «GOLDWING»[79].
- «Overheated» стилизован как «OverHeated».

## Чарты
| Чарт (2021)                            | Высшая позиция |
| -------------------------------------- | -------------- |
| Австралия (ARIA)                       | 1              |
| Австрия (Ö3 Austria)                   | 1              |
| Бельгия/Фландрия (Ultratop)            | 1              |
| Бельгия/Валлония (Ultratop)            | 1              |
| Канада (Canadian Albums Chart)         | 1              |
| Чехия (ČNS IFPI)                       | 2              |
| Дания (Hitlisten)                      | 1              |
| Нидерланды (Album Top 100)             | 1              |
| Финляндия (Suomen virallinen lista)    | 1              |
| Франция (SNEP)                         | 1              |
| Германия (Offizielle Top 100)          | 1              |
| Ирландия (Irish Albums Chart)          | 1              |
| Италия (FIMI)                          | 1              |
| Япония (Billboard Japan)               | 15             |
| Япония (Oricon)                        | 17             |
| Литва (AGATA)                          | 1              |
| Новая Зеландия (RMNZ)                  | 1              |
| Норвегия (VG-lista)                    | 1              |
| Шотландия (Scottish Albums Chart)      | 1              |
| Испания (PROMUSICAE)                   | 1              |
| Швеция (Sverigetopplistan)             | 1              |
| Швейцария (Schweizer Hitparade)        | 1              |
| Великобритания (UK Albums Chart)       | 1              |
| США (Billboard 200)                    | 1              |
| США (Billboard Top Alternative Albums) | 1              |

## Сертификации
| Регион                                                                      | Сертификация       | Продажи |
| --------------------------------------------------------------------------- | ------------------ | ------- |
| Австралия (ARIA)                                                            | Платиновый         | 70 000  |
| Австрия (IFPI Austria)                                                      | Золотой            | 7500    |
| Бельгия (BEA)                                                               | 2× Платиновый      | 40 000  |
| Дания (IFPI Danmark)                                                        | Платиновый         | 20 000  |
| Франция (SNEP)                                                              | Платиновый         | 100 000 |
| Венгрия (Mahasz)                                                            | Платиновый         | 4000    |
| Италия (FIMI)                                                               | Золотой            | 25 000  |
| Мексика (AMPROFON)                                                          | Платиновый+Золотой | 210 000 |
| Новая Зеландия (RMNZ)                                                       | 3× Платиновый      | 45 000  |
| Польша (ZPAV)                                                               | 2× Платиновый      | 40 000  |
| Испания (PROMUSICAE)                                                        | Золотой            | 20 000  |
| Великобритания (BPI)                                                        | Золотой            | 100 000 |
| США                                                                         | —                  | 430,000 |
| Данные о продажах + прослушиваниях приведены только на основе сертификации. |                    |         |

## История релиза
| Регион                           | Дата         | Формат                                       | Лейбл               | Ссылка                 |
| -------------------------------- | ------------ | -------------------------------------------- | ------------------- | ---------------------- |
| Шаблон:Registration required Мир | 30 июля 2021 | Cassette CD Цифровые загрузки стриминг винил | Darkroom Interscope | [ 79 ] [ 118 ] [ 119 ] |